# Station Pas-des-Lanciers
Station Pas-des-Lanciers is een spoorwegstation in de Franse gemeente Marignane.